# Albertinum
Albertinum – drezdeńskie muzeum Państwowych Zbiorów Sztuki. znajduje się na wschodnim końcu Tarasu Brühla (Brühlsche Terrasse) w Dreźnie.

## Historia
Budowla powstała w latach 1559–1563. Służyła wówczas jako zbrojownia. Po przebudowie na muzeum w XIX wieku, budowla otrzymała nazwę Albertinum – ku pamięci Alberta I Wettyna. Między 1884 i 1887 rokiem powstał gmach w stylu renesansu, w którym Georg Treu (1843–1921) umieścił niezwykłe Zbiory Rzeźb. Przy bombardowaniu Drezna w 1945 roku Albertinum poniosło straszne szkody. Skarby sztuki zostały wywiezione do Związku Radzieckiego. Powróciły dopiero w latach 50. XX wieku.

### Stan aktualny

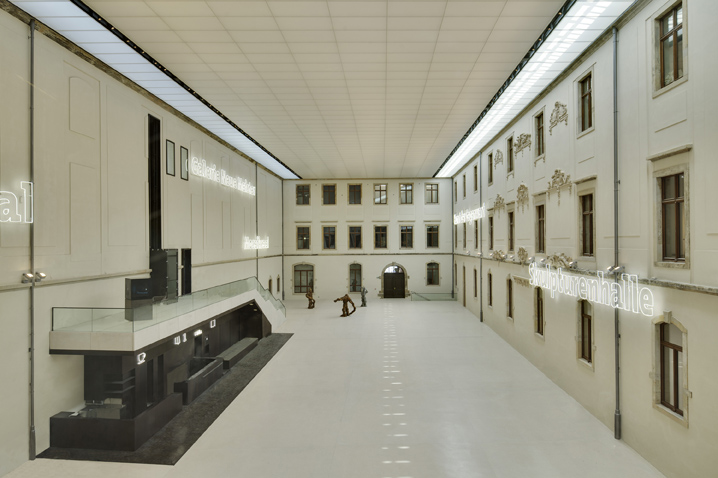
Albertinum Dziedziniec

Nowe Albertinum prezentuje po renowacji i przebudowie sztukę od romantyzmu do współczesności. Przyczyną stworzenia nowej koncepcji Albertinum była powódź, spowodowana przez wezbrane wody Łaby i jej dopływów w 2002 roku. Spektakularny koncept berlińskiego biura Staab Architekten zawiera na poddaszu, tuż nad dziedzińcem, magazyny i pracownie konserwatorskie - tak zwaną „Arkę dla sztuki”. Ze zmianą wyglądu gmachu Albertinum czterokrotnie powiększyła się powierzchnia dla sztuki tworzonej od XIX do XXI wieku. Nowe sale wystawowe służą Galerie Neue Meister (Galeria Nowych Mistrzów) oraz Skulpturensammlung (zbiory rzeźb). Po raz pierwszy zbiory obydwóch muzeów zostaną zaprezentowane w obchodzie po muzeum. Oglądać będzie można sztukę od malarstwa Caspara Davida Friedricha do Gerharda Richtera jak i rzeźby od Rodina aż do czasów obecnych.

## Galeria Nowych Mistrzów
Galeria Nowych Mistrzów otwiera wystawę pracami prawdziwego prekursora sztuki nowoczesnej – Caspara Davida Friedricha (1774–1840), najwybitniejszego niemieckiego malarza okresu romantyzmu – to przecież Drezno było ośrodkiem wczesnego romantyzmu. W porządku chronologicznym zobaczyć można kolejno dzieła takich malarzy romantyzmu, jak Carl Gustav Carus, Johan Christian Clausen Dahl i Adrian Ludwig Richter oraz francuskich i niemieckich impresjonistów – Claude’a Moneta, Edgara Degasa, Maxa Liebermanna i Maxa Slevogta. Ekspresjonizm ma swoich renomowanych przedstawicieli nie tylko w osobie Ottona Dixa. Do zbiorów należą też dzieła grupy artystycznej Die Brücke założonej w 1905 r. w Dreźnie, a mianowicie Ernsta Ludwiga Kirchnera i Karla Schmidt-Rottluffa. Zwiedzanie skończy się spotkaniem z pracami Gerharda Richtera, który osobiście brał udział w projektowaniu obu sal wystawowych. Po raz pierwszy osobne pomieszczenia poświęcone są A.R. Penckowi i Georgowi Baselitzowi. Nowym jest dział zajmujący się sztuką w podzielonych Niemczech i po roku 1989. W kolejnych pomieszczeniach przedstawiane jest malarstwo artystów z NRD i RFN – Wernera Tübkego, Wolfganga Mattheuera, Sigmara Polkego, Güntera Fruhtrunka czy Norberta Tadeusza, a także artystów zarówno wschodnio- i zachodnioniemieckich, jak Eberhard Havekost, Neo Rauch, Thoralf Knobloch czy Johannes Kahrs.

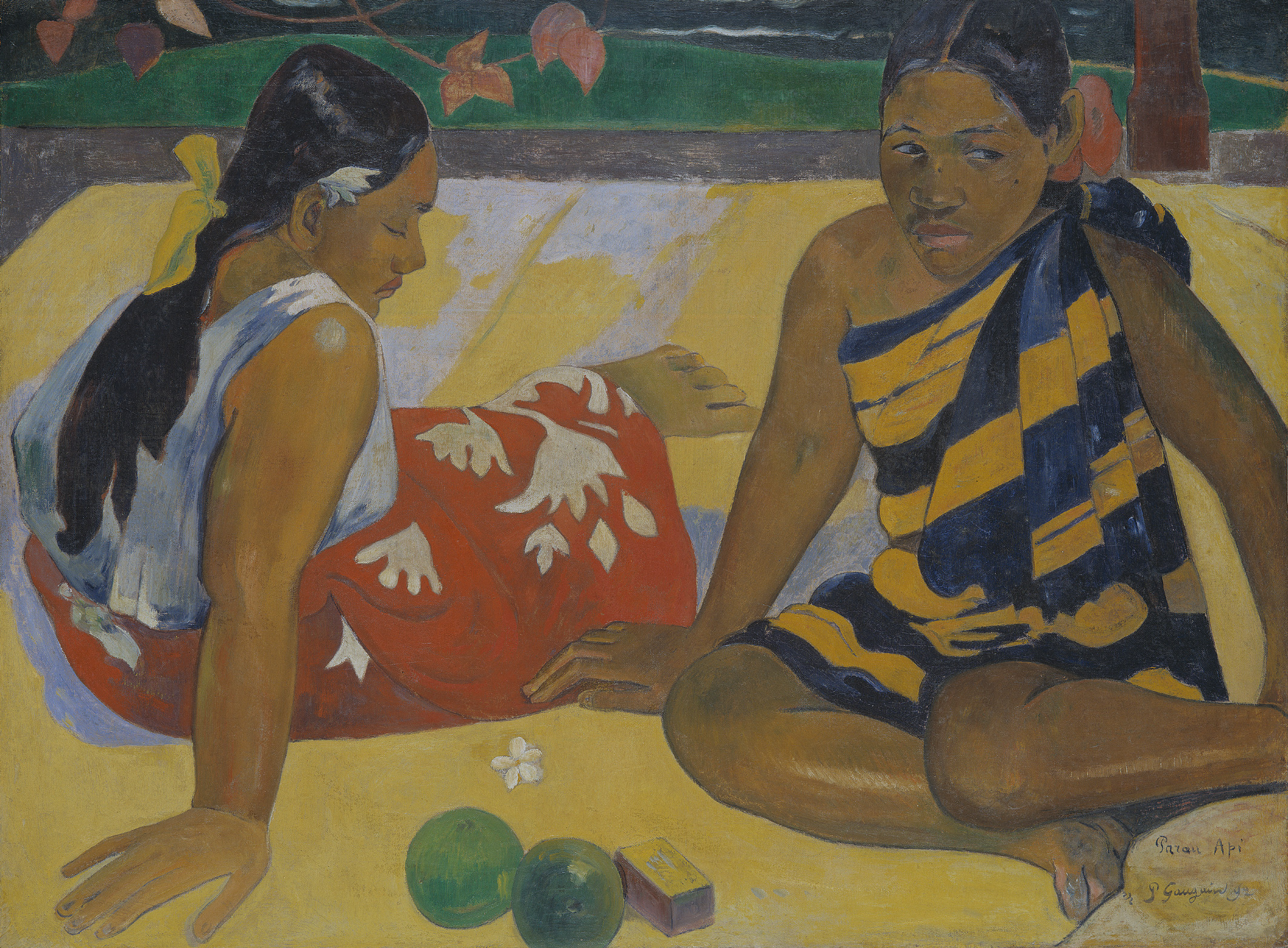
Paul Gauguin, Parau Api, 1892
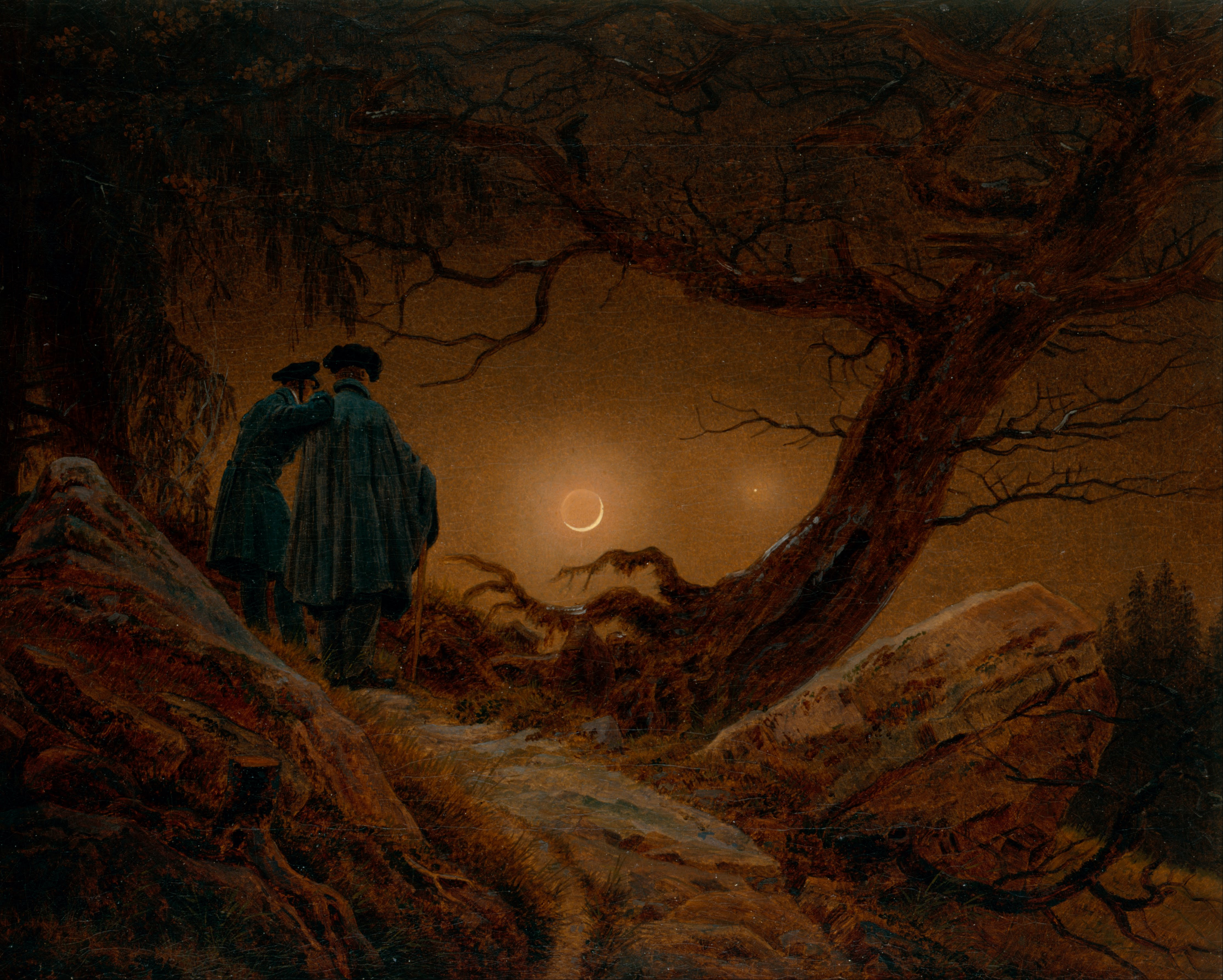
Caspar David Friedrich, Dwaj mężczyźni kontemplujący księżyc, 1819–1820

## Zbiory rzeźb
Dla rzeźby sztuka nowoczesna zaczyna się od dzieł francuskiego rzeźbiarza Augusta Rodina (1840–1917), po którym następuje klasyczny modernizm oraz rzeźba po 1945 roku. Obejrzeć można między innymi prace Maxa Klingera oraz Wilhelma Lehmbrucka, odwołujących się do Rodina, jak również dzieła Georga Kolbego i Hansa Blumenthala. Można odkryć na nowo sztukę NRD z pracami między innymi Fritza Cremera, Hermanna Glöcknera, Petera Makoliesa i Wielanda Förstera. Ważne kierunki rozwoju sztuki na Zachodzie odczytać można na przykładzie zespołów prac Emila Cimiottiego i Anthony’ego Caro. Nawiązująca do rzeźby instalacja wideodźwiękowa Stephana von Huene otwiera tradycyjne granice nośności przekazu rzeźby, a do tego – w zmieniającej się kolejności – dojdą aktualne propozycje współczesnej rzeźby.

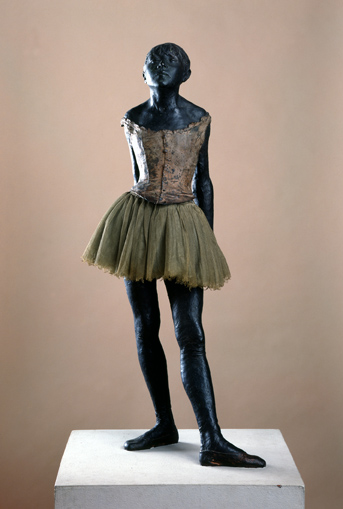
Degas
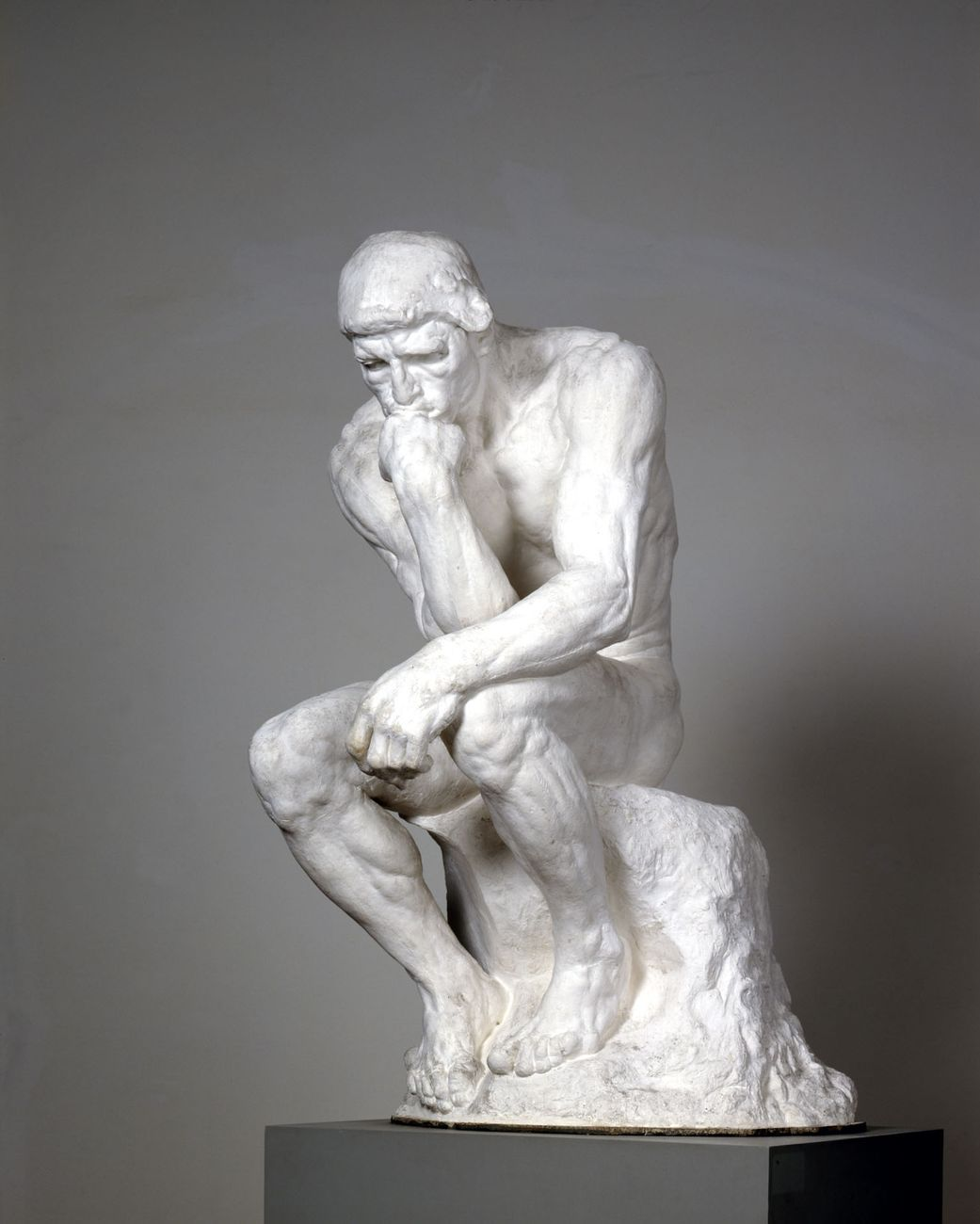
Rodin